# فابیو سکارلی
فابیو سکارلی (انگلیسی: Fabio Ceccarelli؛ زادهٔ ۲۰ آوریل ۱۹۸۳) بازیکن فوتبال اهل ایتالیا است.
از باشگاه‌هایی که در آن بازی کرده‌است می‌توان به باشگاه فوتبال کیه‌وو ورونا و باشگاه فوتبال فوجا اشاره کرد.